# Sandby, Tierps kommun
Sandby är en småort i Västlands socken i norra delen av Tierps kommun.
Sandby har ett missionshus, en baptistförsamling med kapell samt en lådfabrik och genomkorsas av länsväg C 770. Närmaste större ort är Karlholmsbruk i norr. Via länsväg C 774 kan man nå Marma.